# Sam Riney
Sam Riney (geboren in Texas) is een Amerikaans multi-instrumentalist in de jazz. Hij bespeelt onder meer de saxofoon. Hij is vooral bekend vanwege zijn werk als studiomuzikant, maar heeft ook enkele albums als soloartiest gemaakt. Hij woont in Los Angeles. Riney speelde op albums van onder anderen Robby Krieger (bekend van The Doors), David Benoit, Barry Manilow, Peter White, Al Stewart, Herbie Hancock en Peter Frampton. In het begin van de jaren 2000 vormde hij de groep Polychrome met Bob Leatherbarrow (vibrafoon), John Chiodini (gitaar), Paul Moran (basgitaar) en Kendall Kay (drums).

## Discografie (solo)
- At Last (1988)
- Lay It on the Line (1988)
- Playing with Fire (1990)
- Talk to Me (1991)
- Dark Hero (1996)
- Joyride (2021)